# 静岡鉄道袋井営業所
静岡鉄道袋井営業所（しずおかてつどうふくろいえいぎょうしょ）は、かつて静岡県袋井市に存在した静岡鉄道自動車部の事業所である。1996年（平成8年）に森町営業所を静岡鉄道の100％子会社の秋葉バスサービス株式会社に分社し、残る路線を静岡鉄道浜岡営業所に移管し廃止となった。

## 所在地
- 営業所開設当初は袋井市高尾（駿遠線新袋井駅構内）、1962年（昭和37年）3月に袋井駅西側の現秋葉バスサービス三門町停留所付近(袋井市三門町8-7)に移転した。
- 袋井営業所廃止後は再び袋井駅南側（現在の駿遠口西側）の静岡鉄道駿遠線の社袋井駅構内跡地に浜岡営業所袋井車庫が開設されたが、2000年代に秋葉バスサービスに移管し、現在は秋葉バスサービス袋井車庫となっている。

## 概説
- 静岡電気鉄道と中遠鉄道の乗合自動車事業を母体に、それらの戦時統合により誕生した静岡鉄道の袋井営業所として開設された。
- 静岡電気鉄道が戦前に構想し、静岡鉄道が戦後第一号の中距離路線として開設した「国道本線」と、同線の区間分離によって誕生した「西部国道本線」のほか、1960年代以降は静岡鉄道秋葉線（遠州森町 - 袋井間） 、静岡鉄道駿遠線（袋井 - 新三俣間）の廃止代替路線を基幹路線として担う営業所であった。
- 遠州鉄道の路線網と交錯する地域を管轄していたため、一部の路線は相互乗入れや共同運行が行われていた。
- 管轄エリアには秋葉山本宮秋葉神社や小国神社をはじめ、遠州三山に数えられる可睡斎、油山寺、法多山尊永寺といった古社名刹が多く、それらの参拝輸送を担う系統が古くから存在した。小国神社、可睡斎にはのちの静岡鉄道が、油山寺には遠州鉄道が、秋葉山と法多山には静岡鉄道、遠州鉄道の双方が乗り入れていた。[1]
- 1950年代 - 1960年代は、磐田市から静岡市（1950年代末期以降は金谷町）までの東海道筋に加えて、天竜市（二俣)、春野町(気多)、森町、福田町、浅羽町（同笠）、大須賀町（新横須賀→横須賀車庫）、大東町（南大坂・新三俣）、浜岡町、御前崎町など、中遠地域から北遠、東遠、南遠の各地域に広範囲に路線網を有していた。
- 1960年代は道路整備が進み、静岡鉄道秋葉線、静岡鉄道駿遠線の廃止に伴う代行バスに加え、相互乗り入れや車両の増強によって路線が拡充され需要はピークを迎えるが、一方でそれを上回るペースで交通量が増加し、中・長距離路線の定時性確保が困難になって行った。
- 1970年以降は利用者は年々減少を続け、中・長距離路線の区間整理や廃止により管轄する路線網を縮小し、徐々に都市間輸送から通学、通院を中心としたローカル輸送と袋井駅へのフィーダー輸送へと転換していった。
- 1980年代は山間路線の一部が沿線自治体による貸切代替バスの運行に切り替えられた。また、掛川市北部の山間路線を貸切代替バスとして担うため掛川バスサービス株式会社が設立された際には、代替バス以外の路線と車両が掛川営業所から袋井営業所と浜岡営業所に移管され、掛川に袋井営業所の所属車両が配置された。
- 1990年代に森町営業所の担当路線および施設を秋葉バスサービス株式会社として分社し、残る路線を浜岡営業所に移管して袋井営業所は廃止された。[2]
- 袋井営業所の廃止から2000年代にかけては、浜岡営業所から秋葉バスサービスに段階的に路線を移管し、現在はかつての袋井営業所の管轄していたエリアを秋葉バスサービスが承継している。
- 静岡鉄道時代は袋井営業所、森町営業所以外に、川上車庫（杉・川上線）、田河内車庫（熊切線）、気多車庫（秋葉線）、山梨車庫（秋葉線・磐田線）、福田車庫（福田線）、横須賀車庫（中遠線・南遠線）の6ヶ所と、掛川バスサービス発足以降は掛川にも夜間滞泊があったが、現在は減便や路線網縮小により秋葉バスサービス本社と気多車庫、袋井車庫、横須賀車庫、大東車庫の5ヶ所となっている。[注釈 1][3]

## 沿革
- 1912年（明治45年）8月28日 - 中遠鉄道株式会社が設立された。
- 1919年（大正8年）12月 - 駿遠電気（のちの静岡電気鉄道）の役員によって秋葉鉄道株式会社が設立された。
- 1922年（大正11年）
  - 3月13日 - 周智郡森町天宮（あめのみや） - 袋井駅間に乗合自動車が開業し、[4] 同年5月に秋葉自動車株式会社が設立された。[5][6] 天宮本社、下宿の2ヶ所の事業所に加えて山梨に出張所も開設された。[7]
  - 11月 - 秋葉鉄道が秋葉自動車に急速に乗客を奪われた秋葉馬車鉄道を買収し、電化に着手した。[8]
- 1923年（大正12年）
  - 2月28日 - 駿遠電気が静岡電気鉄道となり、3月12日に秋葉鉄道の合併が認可された。[9]
  - 8月 - 秋葉自動車が秋葉自動車運輸商会に改称した。[4]
- 1924年（大正13年）
  - 4月17日 - 中遠鉄道が乗合自動車の兼営認可を取得し、乗合自動車事業を開始した。[10][11]
  - 11月25日 - 秋葉自動車運輸商会が天宮 - 気多間の営業運行を開始し、周智郡気多村気田に出張所を開設した。[6]
- 1925年（大正14年）7月11日 - 静岡電気鉄道が秋葉線として袋井 - 山梨間で電化運輸を開始した。しかし乗合自動車の攻勢により、秋葉線防衛のために乗合路線の開拓や競合路線の買収を進めていくこととなった。[12][13]
- 1926年（大正15年・昭和元年）
  - 5月 - 中遠鉄道が貸切バスの営業認可を取得した。[14]
  - 10月25日 - 静岡電気鉄道が、競合する秋葉自動車運輸商会への対抗策としてメーター付貸切自動車の営業を開始した。[12]
  - 12月25日 - 静岡電気鉄道秋葉線全線の改軌と電化が完了した。
- 1927年（昭和2年）11月 - 静岡電気鉄道が袋井 - 可睡間の乗合自動車の季節運行を開始した。[15]
- 1931年（昭和6年）8月25日 - 二俣 - 犬居間に路線を有する北遠秋葉自動車と二俣 - 山梨、二俣 - 笠井に路線を持つ遠州自動車商会が合併し、遠州秋葉自動車となった。同社はのちの戦時統合によって遠州鉄道となるが、当時は世界恐慌を乗り切るため無用な競争を避け、秋葉自動車運輸商会と合同で発着場を設置し、秋葉山本宮参詣客を始めとした一般乗合客の利便性向上に努めた。[16]
- 1935年（昭和10年）1月1日 - 静岡電気鉄道が秋葉自動車運輸商会から競合路線を買収し、天宮 - 袋井間、天宮 - 見付間、天宮 - 掛川 - 大坂間などの営業権を承継した。これに伴い秋葉自動車運輸商会の天宮車庫と気多車庫は静岡電気鉄道自動車部の森町営業所および気多車庫となった。[17][18]
- 1937年（昭和12年）4月30日 - 静岡電気鉄道が、将来の袋井 - 静岡間の直通運転（のちの国道本線）を構想して袋井 - 掛川間に路線を持つ掛井自動車商会（現・袋井市）を買収した。[19]
- 1943年（昭和18年）5月15日 - 静岡電気鉄道、静岡乗合自動車、藤相鉄道、中遠鉄道、静岡交通自動車の5社の戦時統合によって静岡鉄道が設立されるが、鉄道輸送の優先と資源物資の統制などにより乗合自動車事業は徐々に中断されていった。[20]
- 1945年（昭和20年）1月31日 - 前年12月7日に発生した昭和東南海地震により、静岡鉄道秋葉線の支線である可睡線（可睡口 - 可睡間）の運行が休止され、その後運行が再開される事なく廃止となった。[17]
- 1948年（昭和23年）- 静岡鉄道が増資を行い市外の路線の復興のために組織を整備し、袋井営業所（磐田郡袋井町高尾2016番地 駿遠線新袋井駅構内）[21]、森町営業区（周智郡森町天宮580番地）、掛川営業区（掛川駅前 栄町南西郷461-2）、堀ノ内営業区（堀之内駅前 堀之内255-9）を開設した。[22][23][注釈 2]
- 1951年（昭和26年）10月1日 - 袋井 - 静岡間の長距離直通運転を開始した。[24]
- 1954年（昭和29年）- 町村合併により菊川町が誕生し、堀之内営業区が菊川営業区となった。[25][注釈 3]
- 1958年（昭和33年）6月1日 - 自動車現業の機構改正により掛川営業区、菊川営業区がそれぞれ営業所に、森町営業区は袋井営業所森町支所となった。[26][27][注釈 4]
- 1961年（昭和36年）10月 - 営業所の移転工事が着工された。 [28]
- 1962年（昭和37年）
  - 3月30日 - 袋井市高尾字割山2581-1（のちに地番変更により 袋井市三門町8-7）に袋井営業所が竣工した。[29][30]
  - 9月20日 - 静岡鉄道秋葉線の新袋井 - 遠州森町駅間の営業廃止に伴い代行バスの運行を開始した。それまで天宮停留所付近にあった袋井営業所森町支所が遠州森町駅跡地（周智郡森町森457）に移転し、駅舎をそのまま利用して森町営業所が開設された。山梨駅跡地も山梨車庫と山梨売札所（袋井市上山梨861-2）となったほか、新袋井駅舎もそのまま売札所と待合室として利用された。なお、森町営業所は車両運用上は袋井営業所森町支所（車庫）であった。[26][30][31]
- 1967年（昭和42年）8月28日 - 旧中遠鉄道の全区間にあたる静岡鉄道駿遠線の社袋井 - 新三俣間の営業廃止に伴い、代行バスの運行を開始した。[32][33]新横須賀駅と南大坂駅（大坂）は最終列車発車直後より線路が撤去され、反転地とバス留置場（車庫）となり、駅舎はそのまま売札所と待合室として利用された。また、新岡崎、新横須賀、南大坂では廃線後も引き続き国鉄連絡切符の発券を行っていた。（廃止時期不詳）[34][35][36]
- 1978年（昭和53年） - 新横須賀バスターミナルが廃止され、新横須賀停留所は新横須賀駅跡地から現在の県道69号線沿いに移転した。一方で大須賀町役場 - 野中西間に横須賀車庫が新たに開設され、売札所（横須賀案内所）と乗務員休憩所、停留所が設置された。なお、車庫の県道69号線を挟んだ向いには遠州鉄道の横須賀車庫が存在し、横須賀から浜松駅、磐田駅方面への路線を運行していたため、施設名および停留所名は静鉄横須賀車庫とした。[37][38][39]
- 1979年（昭和54年）6月 - 過疎地域路線維持の取り組みとして「秋葉線」「杉・川上線」「吉川線」でフリー乗降方式を導入した。[40]
- 1981年（昭和56年）- 1982年（昭和57年）頃 - 静岡鉄道秋葉線の廃線跡の新道（現在の県道58号）拡幅工事に伴い山梨車庫および山梨停留所が約50ｍ程北側の代替地に移転した。これに伴い山梨車庫の売札所および待合室が解体された。
- 1985年（昭和60年）3月5日 - 「杉・川上線」「熊切線」が春野町の貸切代替バスに転換された。[41]
- 1987年（昭和62年）11月16日 - 静岡鉄道の100％出資によって掛川バスサービス株式会社が設立され、翌1988年（昭和63年）3月に大井川鉄道の「東山線」と「粟本線」の一部を、さらに1990年（平成2年）6月には掛川営業所の所管していた「桜木線」「倉真線」「居尻線」を貸切代替バスとして引き継ぎ、残る路線が袋井営業所と浜岡営業所に移管され、袋井営業所の車両数台が掛川に配置された。[41]
- 1996年（平成8年）4月1日 - 静岡鉄道の100％出資により秋葉バスサービス株式会社が設立され、森町営業所が管轄していた路線および車両、施設を静岡鉄道から同社に引き継ぎ、10月より貸切代替バスの営業運行を開始した。残る所管路線は浜岡営業所に移管され、袋井営業所は廃止された。[2]

## 所管していた路線
袋井営業所の廃止直前には次の路線を所管していた。

### 秋葉線
- 概説
  - 1960年代に静岡鉄道秋葉線の廃止に伴い代行バスの「秋葉線」として開設され、併行していた「春野線」を統合して「秋葉線」となり、気多 - 袋井駅間の基幹系統が急行運転となった。
  - 1970年代後半には山間部の一部区間でフリー乗降方式を導入するなど過疎地域路線の維持に努め、「可睡線」沿線への 袋井市民病院の新築移転に伴い同線を経由する系統も開設した。
  - 1980年代には支線系統を廃止し、貸切代替バスの「熊切線」として存続した。
  - 1990年代に入ると「可睡線」と「南遠線」を統合し、袋井駅の南北をつないで袋井高校や袋井市民病院のアクセス向上を図る系統が山梨 - 横須賀車庫間に誕生し、山梨 - 袋井駅間は「秋葉線」と「中遠線」が併行するようになった。さらに袋井営業所を廃止し秋葉バスサービスが設立された際には、森町以北を「秋葉線」として秋葉バスサービスに、森町以南の区間を「秋葉中遠線」として浜岡営業所に移管した。
  - 沿線には高等学校、中学校、幼稚園が多数あり通園通学に不可欠であることや、天竜区春野から森町、袋井市に至る唯一の系統でもあることから、現在は気多 - 袋井駅系統が地域公共交通確保維持改善事業における地域間幹線系統に位置付けられており、沿線の市町（浜松市、森町、袋井市）が国・県と併せて欠損補助を実施しながら系統を維持している。[42][43]
- 沿革
  - 1962年（昭和37年）9月20日 - 静岡鉄道秋葉線（新袋井 - 遠州森町駅間）の営業廃止に伴い代行バス「秋葉線」の運行を開始した。森町支所が遠州森町駅跡地に移転し森町営業所が開設され、山梨駅跡地には山梨車庫が開設された。
  - 1960年代中盤 - 1970年代初頭 時期不詳 -「秋葉線」と「春野線」が統合され、気多 - 袋井駅系統が急行となった。
  - 1975年（昭和50年）11月の時刻表では次の系統が存在した。[44]
    - 普通 区間便：
      - 春野町役場 - 栗島 - 熊切 - 花鳥辻 - 田河内
      - 春野町役場 - 栗島 - 熊切
      - 気多 - 春野町役場 - 平尾 - 秋葉山下
      - 気多 - 春野町役場
      - 遠州森町 - 下宿 - 戸綿 - 飯田 - 山梨 - 可睡口 - 袋井駅
      - 山梨 - 可睡口 - 袋井駅

    - 急行停車停留所：
      - 気多 -（この間各駅停車）- 遠州森町 - 本町 - 下宿 - 戸綿 - 福田地 - 飯田 - 山梨 - 平宇 - 可睡口 - 一軒家 - 永楽町 - 中央町 - 袋井駅

  - 1979年（昭和54年）
    - -  袋井市民病院の開院に伴い、遠州森町 - 袋井駅間の急行運転が廃止され、従来の横手橋経由に加えて「可睡線」に乗り入れ袋井市民病院を経由する系統が誕生した。
    - 6月1日 - 過疎地域路線維持の取り組みとして春野町エリアでフリー乗降方式が導入された。[40]

  - 1981年（昭和56年）- 1982年（昭和57年）頃 - 静岡鉄道秋葉線の廃線跡の道路（現在の県道58号袋井春野線）の拡幅に伴い山梨車庫および停留所が約50ｍ程北側の代替地に移転した。
  - 1984年（昭和59年）4月の路線図では次の経路を運行していた。[45]
    - 気多 - 気多中学校前 - 春野町役場前 - 河内 - 平尾 - 三倉 - 森林組合前 - 天の宮 - 慶長橋（←横町←）→遠州森町（←本町←・→河原町→）戸綿 - 山梨 - （横手橋・袋井市民病院）- パイオニア入口 - 袋井駅前
    - 気多 - 気多中学校前 - 春野町役場前 - 河内 - 平尾 - 春野南中学前 - 春野高校入口 - 秋葉山坂下
    - 春野町役場前 - 河内 - 熊切局前 - 区民会館前 - 田河内
    - 春野町役場前 - 河内 - 熊切局前 - 熊切

  - 1985年（昭和60年）4月5日 - 春野町役場・春野高校 - 熊切間および春野町役場 - 田河内間が春野町の貸切代替バスに転換され「熊切線」として運行を開始した。
  - 1993年（平成5年）の時刻表では次の系統が存在した。
    - 横手橋経由：
      - 遠州森町 - 山梨 - 横手橋 - 袋井駅前
      - 山梨 - 横手橋 - 袋井駅前

    - 袋井市民病院経由：
      - 気多 - 春野町役場前 -（春野高校入口）- 三倉（←横町←・→遠州森町→）山梨 - 可睡 - 袋井市民病院 - 可睡口  - 袋井駅前
      - 遠州森町 - 山梨 - 可睡 - 袋井市民病院 - 可睡口  - 袋井駅前
      - 山梨 - 可睡 - 袋井市民病院 - 可睡口 - 袋井駅前
      - 可睡 - 袋井市民病院 - 可睡口 - 袋井駅前

    - 森高校経由
      - 遠州森町 → 森高校 → 山梨 → 横手橋 → 袋井駅前

    - 区間便：
      - 気多 - 気多中学校前 - 春野町役場前 - 三倉（←横町・→遠州森町）
      - パイオニア入口 - 中央町 - 袋井駅前

  - 1996年（平成8年）4月 - 遠州森町以北が「秋葉線」として秋葉バスサービスに移管され、遠州森町 - 浜岡営業所間が「秋葉中遠線」として浜岡営業所に移管された。

### 中遠線
- 概説
  - 1960年代に静岡鉄道駿遠線の袋井 - 新三俣間の廃止に伴い同線の代行バスとして開設された路線であり、現在の袋井駅の南口側（社袋井）から新三俣までを結んでいた。
  - 1970年代後半から1980年代にかけて横須賀車庫や大東町役場ターミナルの開設に伴い中遠鉄道時代から平行していた「南遠線」との整理統合が進行したが、1990年代に入ると「秋葉線」の支線系統である「可睡線」と「南遠線」を統合する形で再び「中遠線」が基幹路線となった。
  - 1990年代の秋葉バスサービス発足と袋井営業所廃止後は「秋葉中遠線」として同社と浜岡営業所の共管路線となったが、2000年代に秋葉バスサービスに全区間が移管された。
- 沿革
  - 1967年（昭和42年）8月27日の運行を以って静岡鉄道駿遠線の袋井 - 新三俣間が廃止され、翌28日より「代行バス中遠線」が開設された。開設当初は1日24往復が運行され、「南遠線」「同笠線」「福田線」の重複区間では、定期券や回数券、普通乗車券の相互利用は不可であった。また、これらの路線が北口の袋井駅前停留所を発着するのに対して「代行バス」は袋井駅南側の社袋井発であった。代行バスの停車停留所（カッコ内旧駅名）は下記のとおり。[34][35]
    - 社袋井 - 柳原 - 諸井 - 芝 - 浅名 - 五十岡 - 新岡崎 - 三輪（新三輪）- 石津西（石津）- 七軒町 - 新横須賀 - 河原町 - 藤塚（野中） - 野賀 - 矢柄神社前（谷口）- 南大坂 - 新三俣

  - 1975年（昭和50年）の時刻表では「南遠線」への集約が進み、社袋井 - 新三俣間の運行は朝晩のみの運行で袋井行5本、新三俣行6本となっており、日中は社袋井 - 新横須賀間を毎時1本の運行であった。
  - 1978年（昭和53年） - 新横須賀バスターミナルが廃止され、横須賀車庫が開設された。[37] また大東町役場にもバスターミナルが整備された。[46]
  - 1984年（昭和59年） - 浅羽町役場竣工に伴い浅名および浅名南停留所を廃止し、浅羽町役場停留所を新設した。なお同年4月現在の路線図では「中遠線」の記載が残るが「南遠線」への集約が進み朝晩のみの運行となっていた。[45]
  - 1990年（平成2年）8月の路線図では、袋井駅南部から袋井市民病院や袋井商業高校への乗り換え無しでの南北アクセス向上のため「可睡線」「南遠線」が整理統合され「中遠線」となった。運行系統および主要停留所は以下の通り。[47]
    - 山梨 - 可睡 - 袋井市民病院前 - 袋井商業高校前 - パイオニア入口 - 袋井駅前 - 柳原 - 諸井 - 芝 - 浅羽町役場前 - 五十岡 - 新岡崎 - 三輪 - 石津西 - 新横須賀 - 静鉄横須賀車庫 - 野賀 - 矢柄神社前 - 新三俣 - 大東町役場 - 国安 - 千浜 - 合戸 - 浜岡町 - 浜岡営業所
    - パイオニア前 - パイオニア入口 - 袋井駅前

  - 1993年（平成4年）の時刻表では「中遠線・秋葉線」として気多 - 浜岡営業所間がひとつの時刻表に纏められているが、「大坂線」の浜岡営業所延伸に伴い大東町役場前 - 浜岡営業所間は「横須賀線」の流れを汲む平日のみ朝晩運行の新横須賀 - 浜岡営業所の区間系統のみとなっている。[48]
  - 1996年（平成8年）4月 - 秋葉バスサービス株式会社の設立と袋井営業所の廃止に伴い、気多 - 遠州森町間を「秋葉線」として秋葉バスサービスに、遠州森町 - 大東町役場 - （浜岡営業所）間を「秋葉中遠線」として浜岡営業所に移管した。

### 磐田線
- 運行系統および主要停留所
  - 遠州森町 -（ 森高入口・森高校） - 遠江森駅前 - 円田 -山梨 - 深見西 - 磐田原 - 天神下 - 見付 - 南高校前 - 市役所前 - 磐田駅前
  - 山梨 - 深見西 - 磐田原 - 天神下 - 見付 - 南高校前 - 市役所前 - 磐田駅前
  - 山梨 → 深見西 → 磐田原 → 天神下
- 概説
  - 周智郡森町天宮に本社を置く秋葉自動車運輸商会が昭和初期に開設した天宮 - 中泉駅 - 浜松駅間の路線が源流であり、このうち秋葉線と競合する天宮 - 磐田駅間の営業権を静岡電気鉄道が買収し、静岡鉄道に継承された。残る磐田駅 - 浜松駅間は、中ノ町線が競合する浜松電気鉄道が秋葉自動車運輸商会と共に設立した遠州乗合自動車に承継され、同社を含む6社の戦時統合により遠州鉄道の路線となった。
  - 戦後は静岡鉄道が天宮 - 磐田駅間を「磐田線」として再開し、遠州鉄道も浜松駅 - 中ノ町 - 磐田駅 - 見付 - 袋井駅間に「袋井・浜松線」として路線を再開した。1960年代に入ると静岡鉄道と遠州鉄道、大井川鉄道の3社相互乗入れで遠鉄浜松 - 新静岡間に「急行静岡浜松線」、静岡鉄道と遠州鉄道の2社共同運行で「掛川浜松線（準急）」、遠州鉄道単独で西鷲津（湖西市） - 袋井間に「遠鉄国道本線（急行）」が相次いで開設され、東海道筋の路線バスは黄金期を迎えた。
  - 1960年代末期から1970年代に入ると急行や準急の中距離路線は交通量の増加により定時性確保が困難となり、静岡鉄道と遠州鉄道の相互乗り入れの「東名静岡浜松線」に基幹路線の座を譲り廃止となったが、磐田駅や浜松駅へのフィーダー輸送を主とする「磐田線」や「袋井・浜松線」は1970年代以降も車両の冷房化やハイグレード化を進めながら系統を維持していた。
  - 1990年代の袋井営業所廃止当初は浜岡営業所に移管され、1年の準備期間を経て秋葉バスサービスに移管された。
  - 不採算路線となって以降は、磐田市及び森町の高校に通う生徒の通学や通勤・通院に利用されているため、沿線市町により欠損補助が行われた。
  - 現在は秋葉バスサービスが受託する磐田市の自主運行バス（磐田市バス）に路線が承継されている。
- 沿革
  - 1930年（昭和5年）
    - 6月7日 - 秋葉自動車運輸商会が天宮 - 中泉駅（現 磐田駅）間の営業運行を開始した。[6]
      - 見付町上ノ山 - 山梨 - 天宮
      - 中泉駅  - 見付町上ノ山

    - 12月20日 - 秋葉自動車運輸商会が昭和自動車から中ノ町 - 浜松駅間の路線を買収し、見付町から浜松駅前まで路線を延伸した。[6][7]
      - 浜松駅前 - 中ノ町村 - 見付町上ノ山

  - 1935年（昭和10年）1月1日 - 静岡電気鉄道が秋葉自動車運輸商会の天宮 - 中泉駅間の路線を買収した。
  - 1936年（昭和11年）10月23日 - 秋葉自動車運輸商会と浜松電気鉄道株式会社が、遠州乗合自動車株式会社を設立し、見付 - 浜松駅間の営業権を継承した。11月1日から営業運行を開始し、翌1937年（昭和12年）2月に浜松電気鉄道中ノ町線が廃止された。[7]
  - 1953年（昭和28年）9月現在の静岡鉄道の時刻表では、次の区間を1日6往復の運行であった。[49]
    - 磐田 - 深見 - 山梨 - 円田 - 天ノ宮

  - 1959年（昭和34年）の時刻表では、天の宮 - 磐田駅前間が1日7往復、天の宮 - 深見間が夕方1往復運行されていた。また、磐田駅 - 深見西間は「磐田線」と併行し袋井駅に向かう「今井磐田線」と、円田 - 深見西間が「磐田線」深見西 - 袋井駅間が「今井磐田線」とそれぞれ併行する「今井敷地線」も存在した。運行系統及び主要停留所は次の通り。[27]
    - 磐田線
      - 磐田駅前 - 東映劇場前 - 市役所前 - 南高校前 - 見付 - 茨木 - 磐田原 - 笠梅 - 深見西 - 山梨 - 谷中 - 円田 - 草ヶ谷 - 遠江森駅前 - 森高校前 - 下宿 - 遠州森町 - 天の宮
      - 山梨 - 谷中 - 円田 - 草ヶ谷 - 遠江森駅前 - 森高校前 - 下宿 - 遠州森町 - 天の宮

    - 今井磐田線
      - 磐田駅前 - 東映劇場前 - 市役所前 - 南高校前 - 見付 - 茨木 - 磐田原 - 笠梅 - 深見西 - 深見東 - 太田 - 徳光 - 延久 - 土橋 - 河原町 - 中央町 - 袋井駅前

    - 今井敷地線
      - 敷地 - 一の宮駐在所前 - 一の宮 - 円田 - 山梨 - 深見西 - 深見東 - 太田 - 徳光 - 延久 - 土橋 - 河原町 - 中央町 - 袋井駅前

  - 1962年（昭和37年）9月20日 - 静岡鉄道秋葉線の新袋井 - 遠州森町間が廃止され、森町支所が天宮から遠州森町駅跡に移転した。これに伴い起終点が天宮から遠州森町となった。
  - 1972年（昭和47年）11月現在の路線図では、遠州森町 - 森町役場入口間に、従来の本町・下宿経由に加えて太田川沿いに河原町・森川橋を経由するルートが存在している。[50]
    - 遠州森町 -（下宿 ・ 森川橋）- 森町役場入口 - 森高入口 - 遠江森駅前 - 草ヶ谷 - 円田 - 旭ヶ丘中学入口 - 山梨 - 深見西 - 笠梅 - 磐田原 - 茨木 - 見付 - 南高校前 - 市役所前 - 磐田駅前

  - 1975年（昭和50年）の時刻表では次の区間を平日15往復、日祝日12往復していた。[51]
    - 遠州森町 - 草ヶ谷 - 谷中 - 山梨 - 笠梅 - 磐田原 - 茨木 - 見付 - 磐田駅前

  - 1977年（昭和52年）の路線図では次の経路を運行していた。[38]
    - 遠州森町 - 森高入口 -  遠江森駅前 - 円田 - 旭ヶ丘中学入口 - 山梨 - 深見西 -  笠梅 - 篠原 - 磐田原 - 茨木 - 見付 - 南高校前 - 市役所前 - 磐田駅前

  - 1993年（平成5年）の路線図および時刻表では次の3系統が存在した。平日のみ運行で朝晩に森高校経由が1.5往復、山梨 - 天神下区間便は朝のみ1本の運行で休校日と第2土曜日が運休であった。[48]
    - 遠州森町 -（ 森高入口・森高校） - 遠江森駅前 - 円田 - 旭ヶ丘中学入口 - 山梨 - 深見西 - 向笠 - 篠原 - 磐田原 - 天神下 - 見付 - 南高校前 - 市役所前 - 磐田駅前
    - 山梨 - 深見西 - 向笠 - 篠原 - 磐田原 - 天神下 - 見付 - 南高校前 - 市役所前 - 磐田駅前
    - 山梨 → 深見西 → 向笠 → 篠原 → 磐田原 → 天神下

  - 1996年（平成8年）4月 - 浜岡営業所に移管された。
  - 1997年（平成9年）
    - 3月24日 - 森町病院が新築移転し、森町病院を経由する系統が開設された。
    - 9月1日 - 秋葉バスサービスに移管された。

  - 2010年（平成22年）4月 - 磐田市バスとなり、秋葉バスサービスが運行を受託した。

### 今井線
- 概説
  - 1960年代に「今井磐田線」「今井・敷地線」を整理統合して開設された路線であり、山梨 - 袋井駅間を深見を経由して結んでいた。
  - 1970年代に深見東 - 袋井駅間に区間を縮小し、1990年代まで徐々に減便されていったが、袋井西小学校の通学路線として秋葉バスサービスに移管後も休校日運休で路線が維持されている。
- 沿革
  - 1972年（昭和47年）の路線図では次の経路を運行していた。[50]
    - 山梨 - 上町 - 牛飼 - 深見西 - 深見東 - 太田 - 徳光 - 袋井駅

  - 1975年（昭和50年）の時刻表では深見東 - 袋井駅間に路線を縮小しており、平日11往復、日祝日上り10本、下り11本が運行されていた。[52]
    - 深見東 - 太田 - 徳光 - 袋井駅

  - 1977年（昭和52年）の路線図では次の経路を運行していた。[38]
    - 深見東 - 太田 - 徳光 - 延久 - 土橋 - 家畜市場前 - ボーリング場前 - 河原町 - 中央町 - 袋井駅前

  - 1984年（昭和59年）の路線図でも停車停留所に特に変化は無い。[45]
  - 1993年（平成5年）の時刻表では平日、日祝日共に1日2往復の運行となっている。[53]
    - 深見東 - 太田 - 徳光 - 延久 - 土橋 - 家畜市場前 - ボウリング場前 - 河原町 - 中央町 - 袋井駅前

  - 1996年（平成8年）袋井営業所廃止に伴い浜岡営業所に移管された。
  - 2007年（平成19年）4月、しずてつジャストライン浜岡営業所から秋葉バスサービスに移管された。

### 吉川線
- 概説
  - 1950年代後半に開設された路線であり、開設当初は既存路線とつなげ「敷地・吉川線」としていた。
  - 1960年代に入ると敷地から一の宮に区間短縮の上、一の宮駅と小国神社への系統がまとめられ「吉川小国神社線」となったが、静岡鉄道秋葉線の廃止に伴い遠州森町で系統分離され「吉川線」となった。
  - 1970年代後半以降は過疎地域路線維持の取り組みとしてフリー乗降方式を導入するなど、沿線自治体と協議をしながら路線を維持し、1990年代には秋葉バスサービスに移管され森町病院への乗り入れを開始したが採算は厳しく、森町の自主運行バスに転換された。
  - 主に天方小学校児童の通学と森町病院の通院を担っていたため、2000年代には森町町営バスに移管され系統が維持された。
- 沿革
  - 1958年（昭和33年）1月 - 天宮 - 落合間に「吉川線」を開設し、天宮 - 敷地間の既存路線と併せて「敷地・吉川線」とした。[54]
  - 1962年（昭和37年）9月20日 - 静岡鉄道秋葉線の廃止と森町営業所の開設に伴い路線の再編が行われ、遠州森町を起終点に「吉川線」と「天龍線」に分離された。
  - 1966年（昭和41年）の時刻表では1日6往復の運行であった。
  - 1975年（昭和50年）の時刻表では次の経路を平日6往復、日祝日5往復していた。
    - 遠州森町 - 元開橋 - 下田 - 落合

  - 1977年（昭和52年）2月現在の路線図では次の経路を運行していた。[38]
    - 遠州森町 - 慶長橋 - 天の宮 - 元開橋 - 天方小学校前 - 下田 - 落合

  - 1979年（昭和54年）6月 - 過疎地域路線維持の取り組みとしてフリー乗降方式を導入した。[40]
  - 1993年（平成5年）の時刻表では平日6往復、日祝日4往復が維持されていた。
  - 1996年（平成8年）4月 - 秋葉バスサービスに移管された。
  - 1997年（平成9年）3月24日 - 森町病院が新築移転し、遠州森町から森町病院に路線を延伸した。
    - 森町病院 - ＪＡ遠州森町支店 - 遠州森駅前 - 森高校 - 森町役場前 - 下宿 - 森川橋 - 川原町 - 遠州森町 - 慶長橋 - 天の宮 - 城下下 - 城下 - 城下上 - 元開橋 - 天方小学校前 - 大鳥居 - 松島 - 身代島 - アクティー森 - 問詰 - 下田 - 栗の島 - 日月神社前 - 鍛冶島 - 川島 - 落合下 - 落合

  - 1999年（平成11年）森町自主運行バスとして運行を開始した。
  - 2008年（平成20年）森町町営バスに移管され廃止となった。

### 杉・川上線
- 概説
  - 気多から国道362号（473号重複区間）、杉川に沿って川上地区に至る路線である。
  - 秋葉バスサービス発足時に同社に移管され、2010年代には春野町ふれあいバスに移管された。
- 沿革
  - 1969年（昭和44年）4月26日 - 気多 - 川上間の運行を開始した。
  - 1975年（昭和50年）の時刻表では次の経路を1日4往復運行していた。[55]
    - 気多 - 小石間 - 平城 - 門島 - 大村 - 川上

  - 1978年（昭和53年）6月30日 - 川竹まで路線を延伸した。
  - 1979年（昭和54年）6月1日 - 過疎地域路線維持の取り組みとしてフリー乗降方式を導入した。[40]
  - 1985年（昭和60年）4月5日 - 春野町の貸切代替バス「やまびこ号」として運行を開始した。
  - 1993年（平成5年）4月1日 - 同日改正の時刻表では次の系統が存在した。また、春野北小学校の通学路線であったため、夏季休業ダイヤが別に設けられていた。[56]
    - 気多 - 春野北小 - 川上
    - 気多 - 春野北小 - 川上 - 川竹
    - 春野町役場 - 気多 - 春野北小 - 川上 - 川竹
    - 春野町役場 - 気多 - 春野北小 - 川上

  - 1996年（平成8年）秋葉バスサービスに移管された。
  - 2013年（平成25年）3月 - 春野ふれあいバスに移管された。

### 熊切線
- 概説
  - 1960年代に県道263号に沿って熊切や田河内を結ぶ「春野線」の支線系統として開設され、静岡鉄道秋葉線の廃止に伴い開設された「秋葉線」に統合された。
  - 1980年代半ばに春野町の貸切代替バスとして「秋葉線」から分離された。
- 沿革
  - 1985年（昭和60年）4月5日 - 春野町の代替バス「熊切線」として運行を開始した。
    - 春野町役場 - 栗島 - 熊切 - 花鳥辻 - 田河内
    - 春野町役場 - 栗島 - 熊切診療所・熊切
    - 春野高校 - 栗島 - 熊切 - 花鳥辻 - 田河内

  - 1995年（平成7年）には次の系統が存在した。
    - 春野高校 - 河内 - 熊切局前 - 賀々沢 - 田河内
    - 春野町役場 - 河内 - 熊切局前 - 賀々沢 - 田河内
    - 春野町役場 - 河内 - 熊切局前 - 熊切診療所
    - 春野町役場→河内→熊切局前→熊切
    - 熊切→熊切局前→河内→春野高校

  - 1996年（平成8年）秋葉バスサービスに移管され、2005年（平成17年）3月の運行を以って廃止された。

### 上野平線、大河内線
- 概説
  - 秋葉自動車運輸商会が運行していた三倉 - 上野平間の路線を静岡電気鉄道が買収した路線である。
  - 戦後の開設は遅く、1960年代に「上野平線」として遠州森町 - 上野平間で運行を開始し、道路整備と共に下島まで延伸した。
  - 小中学生の通学路線であることから、秋葉バスサービス移管後も自主運行バスとして系統が維持された。
- 沿革
  - 1931年（昭和6年）8月21日 - 秋葉自動車運輸商会が天宮 - 犬居線の支線として三倉 - 上野平間の営業免許を取得し、天宮 - 上野平間の運行を開始した。[6]
  - 1935年（昭和10年）1月1日 - 静岡電気鉄道が路線を買収した。
  - 1963年（昭和38年）10月 - 「上野平線」として、遠州森町から上の平までの路線が開設された。[54]
    - 遠州森町 - 三倉 - 上の平

  - 1966年（昭和41年）の時刻表では大河内まで延伸している。
    - 遠州森町 - 三倉 - 上の平 - 開郷 - 大河内

  - 1967年（昭和42年）3月 - 大河内地区住民の強い要望によって下島まで延伸した。[57]
    - 遠州森町 - 三倉 - 上の平 -  開郷 - 大河内 - 下島

  - 1975年（昭和50年）の時刻表では「大河内線」として平日5往復半、日祝休校日5往復が運行されていた。
    - 遠州森町 - 元開橋 - 西俣 - 森林組合前 - 三倉 - 上の平 -  開郷 - 大河内 - 下島

  - 1977年（昭和52年）の路線図では次の区間を運行していた。[38]
    - 森林組合前 - 三倉 - 中村下 - 中村公会堂前 - 中村上 - 上の平下 - 上の平 - 鳥居下 - 甚沢 - 間藤 - 開郷 - 大河内 - 中の在家 - 下島

  - 1993年（平成5年）の時刻表では平日5往復、日祝日4往復が運行されていた。[58]
    - 遠州森町 - 元開橋 - 西俣 - 三倉 - 上の平 - 下島

  - 1996年（平成8年）秋葉バスサービスに移管された。

## 休廃止路線

### 国道本線
- 概説
  - 1930年代に静岡電気鉄道が袋井 - 興津間の直通運転を構想し、静岡鉄道が戦後に開設した路線である。
  - 1950年代末期には袋井 - 金谷間、金谷 - 静岡間、静岡 - 興津間に区間分離され、袋井営業所は袋井 - 金谷間を管轄した。
- 沿革
  - 1916年（大正5年）3月1日 - 堀之内 - 大沢原間に乗合路線が開設され、のちに堀之内軌道運輸に承継された。[59]
    - 堀之内 - 吉沢 - 大沢原

  - 1926年（大正15年）3月1日 - 掛井自動車商会が袋井 - 掛川間に路線を開業した。
    - 袋井駅 - 原川 - 掛川駅

  - 1927年（昭和2年）12月10日 -  堀之内軌道運輸が掛川 - 堀之内間に路線を開業した。[59]
    - 掛川駅 - 成滝 - 川島 - 堀之内

  - 1928年（昭和3年）
    - 6月9日 - 藤相鉄道が輪栄舎を買収し、大沢原 - 金谷間を含む相良・金谷線（のちの萩間線）を承継した。
      - 相良 - 萩間 - 大沢原 - 金谷駅

    - 12月20日 -  堀之内軌道運輸が二瀬川 - 掛川間の営業を開始した。
      - 二瀬川 - 掛川駅 - 成滝 - 川島 - 堀之内

  - 1935年（昭和10年）7月 - 堀之内軌道運輸が軌道営業を廃止し、乗合自動車事業を藤相鉄道に譲渡した。これに伴い藤相鉄道が掛川 - 堀之内 - 大沢原間の路線免許を承継し、掛川 - 堀之内 - 大沢原 - 金谷間が藤相鉄道の路線網となった。[60][61]
  - 1937年（昭和12年）4月30日 - 静岡電気鉄道が掛井自動車商会を買収し、袋井 - 掛川間の路線免許を承継した。
  - 1943年（昭和18年）5月15日 - 静岡電気鉄道、藤相鉄道、両社の共同出資で設立された静岡乗合自動車など5社の戦時統合によって静岡鉄道が設立され、静岡電気鉄道の静岡 - 興津間、袋井 - 掛川間、藤相鉄道の掛川 - 堀之内 - 金谷間、静岡乗合自動車の金谷 - 静岡間とあわせて袋井 - 興津間が静岡鉄道の路線網に統合された。[19]
  - 1948年（昭和23年）12月1日 - 静岡鉄道が戦後第1号の中距離路線として島田 - 興津間に大型ディーゼルバスによる運行を開始し、翌年には金谷 - 興津間の急行運転を開始した。
    - 金谷 - 島田 - 藤枝 - 藤枝大手 - 岡部 - 静岡駅前 - 清水 - 興津

  - 1951年（昭和26年）10月1日 - 袋井 - 金谷間を統合し、袋井 - 静岡間の長距離直通運転を開始した。[24]
    - 袋井 - 掛川 - 堀之内 - 金谷 - 島田 - 藤枝駅前 - 藤枝大手 - 岡部 - 静岡駅前

  - 1953年（昭和28年）9月現在の時刻表および路線図では袋井 - 興津間が一つの時刻表に纏められており多数の区間便が存在した。このうち袋井営業所と掛川、堀之内の営業区が袋井 - 静岡間の系統を担当していた。[49]
    - 袋井 - 掛川 - 堀之内 - 金谷 - 島田 - 藤枝駅前 - 藤枝大手 - 岡部 - 静岡駅前
    - 堀之内 - 金谷 - 島田 - 藤枝駅前 - 藤枝大手 - 岡部 - 静岡駅前
    - 袋井 - 掛川
    - 袋井 - 掛川 - 堀之内

  - 1954年（昭和29年）
    - 3月11日 - 袋井 - 領家（曽我村 - 袋井町）の新区間の免許が申請された。[62]
    - 7月 - 同月現在の時刻表では袋井 - 掛川間の和光橋から分岐し法多山尊永寺を結ぶ「法多線」が開設されている。なお、袋井駅からは遠州鉄道が「法多線」を運行していた。
      - 国道本線 袋井 - 掛川間：
        - 袋井 - 原川 - 沢田 - 和光橋 - 西掛川駅 - 二瀬川 - 十王 - 掛川

      - 法多線：
        - 法多 - 愛野 - 梅橋 - 和光橋 - 西掛川駅 - 二瀬川 - 十王 - 掛川

      - 遠州鉄道 法多山線：
        - 袋井 - 大門 - 大通 - 法多山
        - 袋井 - 大門 - 菩提 - 法多山
        - 袋井 - 山田川 - 上石野 - 法多山

  - 1958年（昭和33年）12月現在の時刻表では「国道本線」は次の3区間に分離されている。また同年6月には掛川営業区、菊川営業区がそれぞれ営業所となっており、西部区間は袋井営業所を含めた3営業所の共管となった。
    - 西部：袋井 - 掛川 - 菊川 - 金谷
    - 中部：金谷 - 島田 - 六合 - 藤枝駅前 - 藤枝大手 - 岡部 - 静岡駅前
    - 東部：静岡駅前 - 清水 - 興津

### 西部国道本線
- 概説
  - 1950年代末期に「国道本線」が東部、中部、西部に分割され、「西部国道本線」の袋井 - 金谷間を袋井営業所、掛川営業所、菊川営業所が共管した。
  - 1950年代から「国道本線」と併行して浜松 - 静岡間の急行路線が計画されたが、途中区間の大井川鉄道との競願問題のため利益配分について交渉は難航し、ようやく1960年代に遠州鉄道、大井川鉄道との3社相互乗り入れで「急行静岡浜松線」が開設された。また、翌年には遠州鉄道との2社相互乗り入れで「掛川浜松線（準急）」も開設されている。[63]
  - 1970年代に入ると掛川駅、菊川駅で系統が分離され「西部国道線」となった。
- 沿革
  - 1959年（昭和34年）10月現在の時刻表では、分離区間にそれぞれ「東部国道本線」「中部国道本線」「西部国道本線」として路線名が記載されており、「西部国道本線」の袋井 - 金谷間の直通便は上下線共に7時代から18時代に毎時1本が運行されていた。主要停留所は次の通り。[27]
    - 袋井駅前 - 中央町 - 久津部学校前 - 原川 - 和光橋 - 鳥居町 - 連雀 - 掛川駅前 - 神代地 - 仁藤 - 葛川 - 満水 - 堀の内小学校前 - 菊川駅前 - 日之出町 - 和田 - 吉沢 - 沢水加（さばか）- 大沢原 - 猪土居 - 金谷中学校前 - 金谷駅前

  - 1963年（昭和38年）10月1日 - 大井川鉄道、遠州鉄道との相互乗り入れで「急行静岡浜松線」が開設された。「西部国道本線」が現在の国道473号と県道79号を経由し菊川 - 金谷間を結んでいたのに対し、急行は大井川鉄道が路線免許を持つ日坂（当時の国道1号・現 県道415号、県道381号）を経由し掛川 - 金谷間を結んでいた。なお、開業当初の静鉄便の管轄は国吉田営業所であった。急行停車停留所は次の通り。[32][64]
    - （遠鉄）浜松 - 田町 - 浜松駅 - 中ノ町 - 磐田賀茂川 - 袋井駅入口 - 原川 - 掛川北門 - 新道日坂 - 新金谷入口 - 島田市役所入口 - 青木（藤枝駅入口）- 大手駅前（静鉄藤枝営業所）- 岡部役場前 - 新丸子 - 静岡駅 - 新静岡

  - 1964年（昭和39年）5月11日 - 遠州鉄道との共同運行で「掛川浜松線（準急）」が開設された。静鉄便の管轄は掛川営業所であった。準急停車停留所は次の通り。
    - （遠鉄）浜松 - 田町 - 浜松駅 - 相生 - 天神町東 - 植松 - 小宮 - 篠ヶ瀬 - 中ノ町 - 長森 - 井通農協前 - 磐田駅 - 市役所前 - 磐田賀茂川 - 新通町 - 清水町 - 見付 - 西島 - 川井上 - 袋井駅入口 - 菅ヶ谷入口 - 不入斗入口 - 原川 - 沢田 - 鳥居町 - 保健所入口 - 掛川北門 - 仲町 - 掛川駅前

  - 1969年（昭和44年）3月15日 - 東名高速道路の開通を機に遠州鉄道との相互乗り入れで「特急東名静岡浜松線」が開設されたことを受け、「急行静岡浜松線」は大幅に減便された。また静鉄便は掛川北門発着を入出庫便とし、国吉田営業所から掛川営業所に移管された。
  - 1960年代後半 - 1970年代初頭 時期不詳 「西部国道本線」は袋井 - 掛川間と掛川 - 金谷間に系統が分離されると共に掛川 - 金谷間はワンマン運行の掛川 - 菊川間と、吉沢 - 大沢原間に狭隘区間を有するためツーマン運行を要する菊川 - 金谷間に系統が分離され、袋井駅、掛川駅、菊川駅、金谷駅へのフィーダー輸送に転換された。
    - 袋井駅前 - 久津部 - 原川 - 沢田 - 和光橋 - 鳥居町 -（北門・十王）- 掛川駅前
    - 掛川駅前 -（連雀・神代地）- 仁藤 - 葛川 - 満水 - 堀の内小学校前 - 菊川駅前
    - 菊川駅前 - 静鉄菊川営業所 - 吉沢 - 沢水加 - 大沢原 - 猪土井 - 金谷駅

  - 1971年（昭和46年）3月16日 - 「掛川浜松線（準急）」が廃止された。
  - 1973年（昭和48年）3月 - 菊川駅 - 金谷駅間が廃止された。[65][65]

### 西部国道線
- 概説
  - 1970年代に入ると「西部国道本線」は、交通量の増大から定時性確保が困難になったことから、袋井 - 掛川間、掛川 - 菊川間に区間分離され、都市間輸送から袋井、掛川、菊川へのフィーダー輸送へと転換していった。平行していた急行や準急路線も同様の理由により、東名高速道路を経由する「東名静岡浜松線」に都市間輸送の主役の座を譲り、1970年代代中盤までに廃止となった。
  - 袋井 - 掛川間を袋井営業所と掛川営業所が、掛川 - 金谷間を掛川営業所と菊川営業所が共管した。
  - 1970年代以降、利用者は減少を続け菊川 - 金谷間が廃止されたが、袋井 - 菊川間は沿線への工場進出やヤマハの運営するリゾート施設の開業などにより、それらを経由する系統を開設しながら路線を維持してきた。
  - 1990年代前半までに利用者減少により全区間が廃止された。
- 沿革
  - 1974年（昭和49年）
    - 5月 ヤマハレクリエーションつま恋の開業により、つま恋停留所が開設され、「西部国道線」の支線として掛川営業所の管轄で「掛川妻恋線」が開設された。
    - 12月26日 - 遠州鉄道が掛川 - 新静岡間から撤退し「急行静岡浜松線」が廃止となった。[66]

  - 1975年（昭和50年）の掛川 - 菊川間の時刻表では「掛川妻恋線」がひとつにまとめられており、掛川 - 菊川間が平日1日16往復、「掛川妻恋線」が平日1日9往復運行されていた。また、袋井 - 掛川間は北門経由、十王経由の2系統が存在し、平日1日22往復が運行されていた。[67]
    - 菊川 - 掛川線： 掛川駅 - 葛川 - 成滝 - 満水 - 西方 - 菊川駅
    - つま恋線：掛川駅 - 葛川 - 成滝 - 妻恋
    - 袋井 - 掛川線：袋井駅前 - 久津部 - 原川 - 沢田 - 和光橋 - 鳥居町 -（北門・十王） - 掛川駅前

  - 1977年（昭和52年）2月の路線図では、日本楽器（現ヤマハ）掛川工場系統が袋井 - 掛川線に存在している。また、和光橋 - 掛川駅間が併行する「法多線」が梅橋に区間を短縮し「梅橋線」となっている。[38]
    - 北門経由   ：袋井駅前 - 新町 - 天橋 - 西新屋 - 津久部 - 名栗 - 原川 - 日楽入口 - 沢田 - 和光橋 - 西掛川駅前 - 鳥居町 - 北門 - 掛川駅前
    - 十王経由   ：袋井駅前 - 新町 - 天橋 - 西新屋 - 津久部 - 名栗 - 原川 - 日楽入口 - 沢田 - 和光橋 - 西掛川駅前 - 鳥居町 - 十王 - 掛川駅前
    - 日楽前系統：袋井駅前 - 新町 - 天橋 - 西新屋 - 津久部 - 名栗- 原川 - 日楽入口 - 日楽前
    - 梅橋線：梅橋 - 山水電気前 - 和光橋 - 西掛川駅前 - 鳥居町 - 十王 - 掛川駅前

  - 1982年（昭和57年）袋井市役所の新築移転に伴い天橋停留所が袋井市役所となった。
  - 1985年（昭和60年）4月の時刻表では、掛川 - 菊川間は9時代から16時代の上下線をつま恋経由とすることで「掛川妻恋線」を吸収し本数を維持しており、平日1日13往復、日祝日11往復が運行されていた。袋井 - 掛川間は北門経由が平日17.5往復、十王経由が1.5往復、日楽系統が朝晩1往復ずつの合計20往復、日祝日は1日17往復で袋井発掛川行最終のみ1本が十王経由であった。なお、日楽系統は旧国道（現 県道253号）経由ではなく、永楽町から国道1号沿いを経由する「掛川浜松線」のルートを踏襲していた。
    - 菊川 - 掛川線
      - 掛川駅前 - 仁藤 - 喜町 - 新町 - 葛川 - 宮脇入口 - 成滝 - 西山口幼稚園前 - 西満水 - 満水 - つま恋 - 田ヶ谷 - 西方 - 堀の内小学校前 - 宇東 - 西通り - 菊川駅前

    - 袋井 - 掛川線
      - 北門経由：袋井駅前 - 新町 - 袋井市役所 - 西新屋 - 津久部 - 名栗 - 原川 - 日楽入口 - 沢田 - 和光橋 - 西掛川駅前 - 鳥居町 - 北門 - 掛川駅前
      - 十王経由：袋井駅前 - 新町 - 袋井市役所 - 西新屋 - 津久部 - 名栗 - 原川 - 日楽入口 - 沢田 - 和光橋 - 西掛川駅前 - 鳥居町 - 十王 - 掛川駅前
      - 日楽系統：袋井駅前 - 中央町 - 永楽町 - 西新屋 - 管ヶ谷入口 - 不入斗入口 - 名栗 - 原川 - 日楽入口  - 日楽前

  - 1987年（昭和62年）- 日本楽器製造の社名変更に伴い、日楽入口停留所および日楽前停留所がヤマハ入口、ヤマハ前に名称変更された。
  - 1991年（平成3年）7月現在の路線図では、国道1号の国本 - 沢田間の袋井バイパス開設を機に工業団地を経由するルートに変更されている。[68]
    - 菊川 - 掛川線
      - 掛川駅前 - 仁藤 - 喜町 - 新町 - 葛川 - 宮脇入口 - 成滝 - 西山口幼稚園前 - 西満水 - 満水 - つま恋 - 田ヶ谷 - 西方 - 堀の内小学校前 - 宇東 - 西通り - 菊川駅前

    - 袋井 - 掛川線
      - 北門経由：袋井駅前 - 新町 - 市役所前 - 方丈 - 工業団地前 - 下貫名 - 久津部 - 名栗 - 原川 - ヤマハ入口 - 沢田 - 和光橋 - 西掛川駅 - 鳥居町 - 北門 - 掛川駅前
      - 十王経由：袋井駅前 - 新町 - 市役所前 - 方丈 - 工業団地前 - 下貫名 - 久津部 - 名栗 - 原川 - ヤマハ入口 - 沢田 - 和光橋 - 西掛川駅 - 鳥居町 - 十王 - 掛川駅前
      - ヤマハ系統：袋井駅前 - 中央町 - 西新屋 - 管ヶ谷入口 - 不入斗入口 - 名栗 - 原川 - ヤマハ入口  - ヤマハ前

  - 1993年（平成5年）4月 - 掛川 - 菊川間が休止され、袋井営業所の管轄する袋井 - 掛川間のみとなった。[69] ヤマハ前止まりが廃止され、ヤマハ前経由として平日朝晩1往復づつの運行となった。また、平日7.5往復（内ヤマハ経由2往復）、日祝日8往復にまで減便されている。[48]
    - 袋井駅前 - 西通り - 新町 - 市役所前 - 方丈 - 工業団地前 - 下貫名 - 久津部 - 名栗 - 原川 - ヤマハ前 - 沢田 - 和光橋 - 西掛川駅 - 鳥居町 -（北門・十王）- 掛川駅前

  - 1994年（平成6年）7月 - 名栗 - 掛川駅間を休止し、袋井駅 - 名栗間を「名栗線」として存続した。これを以って「西部国道線」という路線名は消滅した。

### 名栗線
- 概説
  - 1994年（平成6年）7月 -「西部国道線」名栗 - 掛川駅間の休止に伴い開設された。7月10日現在の路線図では次の経路を運行していた。 [70]
    - 袋井駅前 - 西通り - 新町 - 市役所前 - 夢見観音前 - 方丈 - 方丈東 - 工業団地前 - 下貫名 - 久津部西 - 久津部 - 久津部学校前 - 赤鳥居 - 名栗

  - 1995年（平成7年）3月31日 - 利用者減少により廃止された。[69]
  - 2013年（平成25年）5月に袋井市自主運行バス「袋井駅・中東遠総合医療センター線」として袋井駅前 - 上貫名間に路線が復活した。

### 森・掛川線
- 概説
  - 1920年代（大正期）に秋葉自動車運輸商会が天宮 - 掛川間に開設した路線が源流であり、1930年代に静岡電気鉄道が路線を買収し、静岡鉄道に承継された。
  - 森町から国鉄二俣線（のちの天竜浜名湖線）と併行し、現在の県道40号に沿って掛川に至る路線であり、袋井営業所と掛川営業所の共管であった。
  - 1970年代後半には加茂花菖蒲園への季節運行が開始されたが、利用者減少に歯止めはかからず1990年代前半に消滅している。
- 沿革
  - 1923年（大正12年）8月 - 秋葉自動車運輸商会が天宮 - 掛川間に路線を申請した。[4]
  - 1924年（大正13年）[6][71][72]
    - 3月26日 - 天宮 - 掛川間の認可を得た。
    - 7月10日 - 天宮 - 掛川間の運行を開始した。
      - 天宮 - 本郷 - 富部 - 掛川駅

  - 1935年（昭和10年）1月1日 - 静岡電気鉄道が秋葉自動車運輸商会の路線を買収した。
  - 1953年（昭和28年）静岡鉄道の時刻表では1日10往復が運行されており、内2往復は天ノ宮 - 本郷間の運行であった。また、本郷 - 掛川間は掛川営業区が管轄する「原泉循環線」が併行していた。[49]
    - 森・掛川線
      - 天ノ宮 - 本郷 - 掛川駅前
      - 天ノ宮 - 本郷

    - 原泉循環線
      - 掛川駅前 - 石畑 - 丹間 - 本郷 - 掛川駅前

  - 1959年（昭和34年）の時刻表では天ノ宮 - 本郷区間便は廃止され、1日8往復となっている。系統および主要停留所は次の通り。また、「原泉循環線」は丹間 - 掛川駅間が分離され「原野谷線」（のちに原の谷線）となっている。[27]
    - 森・掛川線
      - 天の宮 - 慶長橋 - 遠州森町 - 下宿 - 戸綿 - 板ヶ谷 - 本郷 - 細谷 - 富部 - 鳥居町 - 二瀬川東 - 十王 - 仲町 - 掛川駅前

    - 原野谷線
      - 丹間 - 板ヶ谷 - 本郷 - 細谷 - 富部 - 鳥居町 - 二瀬川東 - 十王 - 仲町 - 掛川駅前

  - 1972年（昭和47年）の路線図では十王 - 掛川駅間の経路が仲町経由から中電前経由に変更されている。
  - 1975年（昭和50年）の時刻表では1日9往復が運行されていた。
    - 遠州森町 - 戸綿 - 板ヶ谷 - 本郷 - 細谷 - 富部 - 鳥居町 - 掛川駅前

  - 1976年（昭和51年）幡鎌 - 本郷上間に加茂花菖蒲園が開園し、花菖蒲園への季節運行を開始した。また記念乗車券も販売された。
  - 1984年（昭和59年）４月現在の路線図では次の経路を運行していた。[45]
    - 遠州森町 - 河原町 - 森川橋 - 戸綿 - 板ヶ谷 - 幡鎌 - 本郷上 - 本郷 - 西山入口 - 下本郷 - 細谷上 - 細谷 - いこいの広場入口 - 富部上 - ＰＳ工場前 - 富部西 - 富部 - 桜木団地入口 - 養鶏場入口 - 桜木入口 - 鳥居町 - 二瀬川 - 二瀬川東 - 下俣 - 十王 - 西町入口 - 中電前 - 掛川駅前
    - 季節運行
      - 花菖蒲園 - 本郷 - 西山入口 - 下本郷 - 細谷上 - 細谷 - いこいの広場入口 - 富部上 - ＰＳ工場前 - 富部西 - 富部 - 桜木団地入口 - 養鶏場入口 - 桜木入口 - 鳥居町 - 二瀬川 - 二瀬川東 - 下俣 - 十王 - 西町入口 - 中電前 - 掛川駅前

  - 1990年（平成2年）- 掛川営業所との共管から袋井営業所の管轄路線となった。
  - 1991年（平成3年）7月現在の路線図では次の経路を運行していた。「原の谷線」の廃止を受けて花菖蒲園への経路が変更されており、掛川市内の経路も中電前経由から仲町経由に変更されている[73]
    - 遠州森町 - 河原町 - 森川橋 - 戸綿 - 睦実 - 板ヶ谷 - 幡鎌 - 加茂花菖蒲園 - 本郷上 - 本郷 - 西山入口 - 下本郷 - 細谷上 - 細谷 - いこいの広場入口 - 昭和パックス - 富部上 - 富部西 - 富部 - 桜木団地入口 - 桜木入口 - 鳥居町 - 二瀬川 - 二瀬川東 - 下俣 - 十王 - 仲町 - 掛川駅前

  - 1992年（平成4年）静岡鉄道から掛川市、森町に廃止の申し出が行われた。[74]
  - 1993年（平成5年）4月現在の路線図からは消滅している。（廃止時期不詳）[48]

### 葛川南線
- 概説
  - 掛川営業所の路線バスが掛川バスサービスに移管された際に「森・掛川線」と共に袋井営業所に移管された入出庫系統であった。

### 今井磐田線
- 概説
  - 「磐田線」の支線として開設された路線であり、磐田 - 深見間から「今井・敷地線」と併行して袋井駅を結んでいた。
  - 1960年代に磐田駅 - 深見西間は「磐田線」に整理され、深見西 - 袋井駅間は山梨発着の「今井線」となった。
- 沿革
  - 1956年（昭和31年）の時刻表では1日4往復が運行されていた。[25]
    - 磐田駅前 - 深見 - 袋井駅前

  - 1958年（昭和33年）の時刻表では次の経路を運行していた。[75]
    - 磐田駅前 - 東映劇場前 - 市役所前 - 南高校前 - 見付 - 磐田原 - 笠梅 - 深見西 - 深見東 - 太田 - 徳光 - 延久 - 土橋 - 河原町 - 中央町 - 袋井駅前

  - 1959年（昭和34年）の時刻表では磐田 - 袋井間が1日4往復に加え、朝晩には深見 - 袋井間に一往復づつ区間便が運行されていた。[27]
  - 1960年代 時期不詳 -「今井線」に整理縮小され消滅した。

### 今井・敷地線
- 概説
  - 戦後、天宮 - 敷地間を結ぶ「敷地線」と、円田から山梨、深見を経由し袋井に至る「今井線」をつないだ「今井・敷地線」として開設された。戦後の限られた車両数のなかで効率的な運用を図るため、天宮 - 袋井間を結ぶ系統は敷地 - 円田間を往復する運用であった。
  - 1960年代前半には、二俣駅前まで延伸し「天竜線」と「吉川小国神社線」に整理された。
- 沿革
  - 1953年（昭和28年）の時刻表では次の3つの系統が存在した。[49]
    - 天宮 - 遠州森町駅 - 遠江森駅前 - 円田 - 敷地 - 円田 - 山梨 - 深見 - 今井 - 袋井
    - 敷地 - 円田 - 山梨 - 深見 - 今井 - 袋井
    - 山梨 - 深見 - 今井 - 袋井

  - 1959年（昭和34年）の時刻表では「今井・敷地線」は敷地 - 袋井駅間の系統のみとなっており、天宮 - 敷地間は「敷地・吉川線」に分離されている。[27]
    - 敷地 - 一の宮駐在所前 - 一の宮 - 円田 - 山梨 - 深見西 - 深見東 - 太田 - 徳光 - 延久 - 土橋 - 河原町 - 中央町 - 袋井駅前

  - 1961年（昭和36）の時刻表では「吉川小国神社線」と「天竜線」に整理されている。

### 天龍線
- 概説
  - 1920年代（大正期）に秋葉自動車運輸商会が開設した森町天宮 - 二俣間を静岡電気鉄道が買収し、戦後は静岡鉄道が途中区間の敷地 - 円田間を「敷地線」として再開し、「今井線」と直通運行による「今井・敷地線」として営業を再開した。
  - 1950年代後半に天宮 - 落合間に「吉川線」が開設された際には「敷地・吉川線」も誕生し、敷地 - 円田間の運行本数が拡充された。
  - さらに1960年代初頭には「今井・敷地線」は二俣まで延伸し「天龍線」となったが、1960年代後半には戦前の二俣 - 遠州森町間の運行となり、1970年代には「今井線」と「小国神社線」に整理され廃止となった。
- 沿革
  - 1923年（大正12年）8月 - 秋葉自動車運輸商会が天宮 - 二俣間の免許を申請した。[4]
  - 1924年（大正13年）10月11日 -  天宮 - 二俣間の営業運行を開始した。[6]
    - 二俣 - 敷地 - 円田 - 天宮

  - 1953年（昭和28年）9月の静岡鉄道の時刻表では、敷地 - 円田間を天宮 - 円田  - 袋井間と接続して「今井・敷地線」としている。[49]
    - 天宮 - 円田 - 敷地 - 円田 - 山梨 - 深見 - 袋井
    - 敷地 - 円田 - 山梨 - 深見 - 袋井

  - 1958年（昭和33年）1月 -  天宮 - 落合間に「吉川線」を開設し、「敷地・吉川線」として敷地 - 落合間の直通運行を開始した。 「今井敷地線」の天宮 - 円田間は「敷地・吉川線」に整理された。
    - 敷地・吉川線
      - 敷地 - 一の宮駐在所前 - 一の宮 - 円田 - 遠江森駅前 - 下宿 - 遠州森町 - 天宮 - 元開橋 - 問詰公民館前 - 落合

    - 今井敷地線
      - 敷地 - 一の宮駐在所前 - 一の宮 - 円田 - 山梨 - 深見西 - 深見東 - 太田 - 徳光 - 延久 - 土橋 - 河原町 - 中央町 - 袋井駅前

  - 1960年（昭和35年）12月1日 - 同日現在の時刻表では、「今井敷地線」が二俣駅前まで延伸し「天竜線」となっている。
    - 二俣駅前 - 敷地 - 一の宮 - 円田 - 山梨 - 深見西 - 深見東 - 川井 - 河原町 - 中央町 - 袋井駅前

  - 1961年（昭和36年）- 「敷地・吉川線」は一の宮駅前 - 落合間に区間を縮小し、小国神社への支線系統を開設し「吉川小国神社線」となっている。
    - 吉川小国神社線
      - 小国神社 - 一の宮駐在所前 - 一の宮駅前 - 一の宮 - 円田 - 下宿 - 天の宮 - 元開橋 - 落合

    - 天竜線
      - 二俣駅前 - 敷地 - 一の宮 - 円田 - 山梨 - 深見西 - 深見東 - 川井 - 河原町 - 中央町 - 袋井駅前

  - 1966年（昭和41年）3月25日 - 同日改正の時刻表ではの時刻表で「吉川小国神社線」は「天龍線」と「吉川線」に整理され、円田 - 袋井駅前間は深見を経由せずに山梨から秋葉線を経由して小国神社と袋井を結ぶ「小国神社線」と、山梨を起点に深見を経由して袋井を結ぶ「今井線」に再編されている。同年3月現在の時刻表では「天竜線」は二俣 - 森町間が1日2往復、小国神社 - 森町間が1日3往復の運行であった。[76]
    - 天龍線
      - 二俣 - 敷地 - 一の宮駐在所 - 円田 - 遠州森町
      - 小国神社 - 一の宮駅 - 一の宮駐在所 - 円田 - 遠州森町

    - 吉川線
      - 遠州森町 - 元開橋 - 落合

    - 小国神社線
      - 小国神社 - 一の宮駅 - 一の宮駐在所 - 円田 - 山梨 - 可睡口 - 袋井駅前

    - 今井線
      - 山梨 - 深見東 - 袋井駅前

  - 1972年（昭和47年）11月現在の路線図では、敷地まで区間を縮小している。[50]
    - 敷地 - 一の宮駐在所 - 円田 - 遠州森町
    - 小国神社前 - 一の宮駅 - 一の宮駐在所 - 円田 - 遠州森町

  - 1973年（昭和48年）「小国神社線」に統合され廃止となった。

### 敷地・吉川線、吉川小国神社線
- 概説
  - 1958年（昭和33年）1月 - 天宮 - 落合間に「吉川線」を開設し、それまで「今井・敷地線」として運行していた「敷地線」（敷地 - 天宮間）とをつないで「敷地・吉川線」として営業運行を開始した。[54]
  - 1959年（昭和34年）の時刻表では次の3系統が存在し、敷地 - 落合間が1日3往復、一宮駐在所 - 落合間が1日2往復、天宮 - 落合間が1日1往復の合計6往復が運行されていた。[27]
    - 敷地 - 一の宮駐在所前 - 一の宮 - 円田 - 遠江森駅前 - 下宿 - 遠州森町 - 天宮 - 元開橋 - 問詰公民館前 - 落合
    - 一の宮駐在所前 - 一の宮 - 円田 - 遠江森駅前 - 下宿 - 遠州森町 - 天宮 - 元開橋 - 問詰公民館前 - 落合
    - 天宮 - 元開橋 - 問詰公民館前 - 落合

  - 1961年（昭和36年）11月16日 - 同日現在の時刻表では、敷地 - 一の宮間は「天竜線」に整理し、一の宮駅前 - 落合間に区間を縮小し、一の宮駅前から小国神社への支線系統を開設し「吉川小国神社線」となっている。
    - 一の宮駅前 - 一の宮駐在所 - 小国神社
    - 一の宮駅前 - 一の宮駐在所 - 円田 - 遠江森駅前 - 下宿 - 遠州森町 - 元開橋 - 天の宮 - 落合

  - 1964年（昭和39年）5月1日 - 地元住民の要望により小国神社 - 袋井駅前間の新系統の運行を開始した。
  - 1966年（昭和41年）の時刻表では「天竜線」と「小国神社線」「吉川線」に整理されている。

### 小国神社線
- 概説
  - 1960年代に静岡鉄道秋葉線の廃止を機に路線の再編が行われ、「吉川小国神社線」が遠州森町を境に「吉川線」と「天龍線」に分離され、「今井・敷地線」と「磐田今井線」が、山梨 - 袋井駅間が「春野線」「秋葉線」のルートを経由し小国神社と袋井駅を結ぶ「小国神社線」と、深見経由で山梨 - 袋井駅間を結ぶ「今井線」に整理された。
  - さらに1970年代に入ると「天龍線」と「小国神社線」を整理統合した上で、小国神社 - 遠州森町系統を「小国神社線」としたが、利用者減少により1970年代後半には廃止となっている。
- 沿革
  - 1964年（昭和39年）5月1日 - 地元住民の要望により運行を開始した。[77]
  - 1966年（昭和41年）3月25日 - 同日改正の時刻表では1日3往復の運行であった。
    - 小国神社 - 一の宮駅 - 円田 - 山梨 - 可睡口 - 袋井駅前

  - 1969年（昭和44年）の時刻表でも変わらず1日3往復の運行であった。
    - 小国神社 - 一の宮駐在所 - 一の宮駅 - 赤根 - 円田 - 谷中 - 上町 - 山梨 - 可睡口 - 袋井駅前

  - 1972年（昭和47年）の路線図では円田 - 袋井駅間が廃止され、「天龍線」の敷地 - 一の宮駅間を廃止の上で「小国神社線」に統合し、小国神社 - 遠州森町間の運行に変更されている。[50]
    - 小国神社 - 一の宮駐在所 - 一の宮駅 - 赤根 - 円田 - 草ヶ谷 - 遠州森町

  - 1973年（昭和48年）の時刻表では、県道81号沿いの宮園小学校と県道279号沿いの谷中、旭ヶ丘中学入口を経由するルートに変更されている。
    - 小国神社 - 一の宮駐在所 - 一の宮駅 - 赤根 - 宮園小学校 - 谷中 - 旭ヶ丘中学入口 - 円田 - 草ヶ谷 - 遠州森町

  - 1975年（昭和50年）11月の時刻表では1日3往復が運行されていた。
    - 小国神社 - 一の宮駅 - 谷中 - 草ヶ谷 - 遠州森町

  - 1977年（昭和52年）2月現在の路線図からは消滅している。（廃止時期不詳）[38]

### 奥線、春野線
- 概説
  - 1920年代（大正期）に開設された、袋井から現在の県道58号沿線を静岡電気鉄道秋葉線と併行して森町、さらには秋葉山本宮秋葉神社の門前町である春野町犬居を結ぶ秋葉自動車運輸商会の路線が源流であり、競合する静岡電気鉄道が買収し、静岡鉄道に承継された。
  - 「吉川線」や「大河内線」「杉・川上線」などの支線を開設し路線網を拡大していったが、1960年代に静岡鉄道秋葉線の廃止に伴い代替路線として開設された「秋葉線」と統合され、路線名としては消滅した。
- 沿革
  - 1902年（明治35年）11月 - 秋葉馬車鉄道が設立され、12月18日に森町 - 袋井間に馬車軌道が開業した。[7]
  - 1911年（明治44年）12月28日 - 秋葉馬車鉄道が可睡斎への参詣需要に応じて可睡支線を開通させた。
  - 1919年（大正8年）12月 - 駿遠電気（のちの静岡電気鉄道）の役員によって秋葉鉄道株式会社が設立された。
  - 1922年（大正11年）
    - 3月13日 - 周智郡森町天宮の一木粂吉が天宮 - 袋井駅間に乗合路線を開業した。[4][6]
      - 袋井駅前 - 可睡口 - 山梨 - 天宮

    - 5月 - 秋葉自動車株式会社（翌年8月に秋葉自動車運輸商会に改称）を設立し、天宮 - 犬居間の免許を申請した。[4]
    - 8月2日 - 秋葉自動車が天宮 - 犬居間の営業運行を開始した。[6]
      - 袋井駅前 - 可睡口 - 山梨 - 天宮
      - 天宮 - 三倉 - 犬居

    - 11月 - 秋葉鉄道が秋葉自動車に急速に乗客を奪われた秋葉馬車鉄道を吸収し、電化に着手した。[8]

  - 1923年（大正12年）8月 - 秋葉自動車が秋葉自動車運輸商会に改称した。[4]
  - 1924年（大正13年）
    - 1月25日 - 裕仁親王（のちの昭和天皇）御成婚の記念事業として沿線村民700人によって犬居 - 気多間の道路拡張工事が行われ、これを受けて秋葉自動車運輸商会が犬居 - 気多間の路線の免許を申請した。[78]
    - 11月25日 - 秋葉自動車運輸商会が犬居 - 気田間の営業免許を取得し、天宮 - 気田間の運行を開始。周智郡気多村気田に出張所を開設した。[6]
      - 袋井駅前 - 可睡口 - 山梨 - 天宮 - 三倉 - 犬居 - 気田

  - 1928年（昭和3年）4月19日 - 支線として犬居 - （秋葉山）坂下間の営業を開始した。
    - 袋井駅前 - 可睡口 - 山梨 - 天宮 - 三倉 - 犬居 - 気田
    - 犬居 - 坂下

  - 1934年（昭和9年）5月8日 -  坂下から領家まで延伸した。
    - 袋井駅前 - 可睡口 - 山梨 - 天宮 - 三倉 - 犬居 - 気田
    - 犬居 - 坂下 - 領家

  - 1935年（昭和10年）1月1日 - 静岡電気鉄道が秋葉自動車運輸商会から路線を買収した。
  - 1953年（昭和28年）9月の静岡鉄道の時刻表では「奥線」として次の系統が存在した。河内 - 気田の区間便は河内で袋井 - 熊切系統と接続していた。[49]
    - 袋井 - 山梨 - 森町 - 三倉 - 堀割 - 犬居 - 秋葉山 - 犬居 - 河内 - 熊切
    - 袋井 - 山梨 - 森町 - 三倉 - 堀割 - 犬居 - 秋葉山 - 犬居 - 河内 - 気田
    - 袋井 - 山梨 - 森町 - 三倉 - 堀割 - 犬居 - 河内 - 気田
    - 河内 - 気田

  - 1958年（昭和33年）の時刻表では「春野線」に路線名称が変更され、気田停留所が気多に名称変更されている。[75]
    - 袋井 - 山梨 - 天の宮 - 三倉 - 若身 - 秋葉山坂下 - 若身 - 河内 - 気多
    - 河内 - 熊切

  - 1959年（昭和34年）6月 - 県道58号新道に周智隧道が開通し、10月現在の時刻表では路線図では乙丸 - 不動橋間に田能経由と柿平（県道58号新道）経由が存在したが、「上沢橋が老朽の為、乙丸 - 不動橋間新道経由」との記載があり、運行は全て県道58号新道経由となっている。[27]
    - 旧道経由：（袋井）- 三倉 - 乙丸 - 大久保 - 田能 - 堀割 - 小奈良安 - 平野 - 不動橋 - 若身 -（気多・熊切）
    - 新道経由：（袋井）- 三倉 - 乙丸 - 船場入口 - 田能入口 - 柿平 - 堀割 - 平野公会堂前 - 不動橋 - 若身 -（気多・熊切）

  - 1962年（昭和37年）- 同年11月現在の時刻表では熊切から賀々沢まで延伸している。
    - 袋井 - 山梨 - 天の宮 - 三倉 - 若身 - 坂下 - 若身 - 河内 - 気多
    - 袋井 - 山梨 - 天の宮 - 三倉 - 若身 - 河内 - 熊切 - 賀々沢

  - 1964年（昭和39年）10月16日 - 熊切から田河内まで路線を延長した。[79]
    - 袋井 - 山梨 - 天の宮 - 三倉 - 若身 - 秋葉山坂下 - 若身 - 河内 - 気多
    - 河内 - 熊切 - 田河内

  - 1960年代中盤 - 1970年代初頭 時期不詳 -「秋葉線」に統合され、袋井 - 気多系統は急行となった。

### 可睡線
- 概説
  - 遠州三山に数えられる可睡斎への参詣需要によって開設された馬車軌道の支線を大正時代に静岡電気鉄道が買収・電化し、静岡電気鉄道秋葉線可睡支線としたが、台頭する乗合自動車の防衛策として鉄道線と併行して開設した路線であった。
  - 戦後から1970年代までは朝8時代から16時代までの毎時1本程度の路線であったが、以降は袋井市民病院の可睡地区への移転と道路整備、工場立地や宅地開発の進展によって「秋葉線」の可睡線への乗り入れる系統も含め、運行本数を増やしていった。
  - 1990年代に「中遠線」「秋葉中遠線」に整理統合され路線名としては消滅したが、袋井市民病院や袋井商業高校を経由することから、現在も秋葉バスサービスの基幹系統の一部となっている。
- 沿革
  - 1926年（大正15年・昭和元年）10月25日 - 静岡電気鉄道が、競合する秋葉自動車運輸商会への対抗策としてメーター付貸切自動車の営業を開始した。[12]
  - 1927年（昭和2年）11月 -  静岡電気鉄道が袋井 - 可睡間の季節乗合自動車を開業した。[15]
  - 1930年（昭和5年）3月20日 - 袋井駅 - 可睡（久努西村久能 静岡電鉄停留所）間の営業運行を開始した。
  - 1945年（昭和20年）1月31日 - 前年12月7日に発生した昭和東南海地震により、静岡鉄道秋葉線の支線である可睡線（可睡口 - 可睡間）の運行が休止された。その後運行が再開される事なく廃止となり、以降は乗合路線のみとなった。[17]
  - 1953年（昭和28年）の時刻表では1日9往復が運行されていた。[49]
    - 袋井駅 - 可睡口 - 可睡

  - 1959年（昭和34年）の時刻表でも1日9往復の運行であった。[27]
    - 袋井 - 西通り - 中央町 - 永楽町 - 一軒家 - 可睡口 - 可睡

  - 1975年（昭和50年）の時刻表では平日11往復、日祝日9往復の運行であった。[80]
    - 袋井駅 - 可睡口 - 可睡

  - 1977年（昭和52年）の路線図では次の区間を運行していた。[38]
    - 袋井駅前 - 西通り - 中央町 - 永楽町 - 体育館前 - 一軒家 - パイオニア入口 - 可睡口 - 袋井商業高校前 - 可睡

  - 1979年（昭和54年）- 袋井市民病院の開設に伴い袋井市民病院前停留所が設置された。また「秋葉線」に可睡線を経由する系統が誕生している。
    - 袋井駅前 - 西通り - 中央町 - 永楽町 - 体育館前 - 一軒家 - パイオニア入口 - 可睡口 - 袋井商業高校前 - 袋井市民病院前 - 可睡 - 北町 - 平宇 - 周南中学校前 - 下山梨 - 月見町 - 山梨郵便局前 - 山梨

  - 1984年（昭和59年）の路線図では、次の2系統が存在していた。[45]
    - 袋井駅前 - 西通り - 中央町 - 永楽町 - 体育館前 - 一軒家 - パイオニア入口 - 可睡口 - 袋井商業高校前 - 袋井市民病院前 - 可睡 - 北町 - 平宇 - 周南中学校前 - 下山梨 - 月見町 - 山梨郵便局前 - 山梨
    - 袋井駅前 - 西通り - 中央町 - 永楽町 - 体育館前 - 一軒家 - パイオニア入口 - パイオニア前

  - 1992年（平成4年）の時刻表では「中遠線」に統合され「秋葉線・中遠線」としてひとつにまとめられており、「秋葉線」の横手橋経由は朝晩を中心とし、日中は殆どが可睡・病院経由となっている。[81]

### 南遠線
- 概説
  - 1920年代（大正期）に中遠鉄道が鉄道線と併行して開設した路線であり、戦後静岡鉄道袋井営業所の管轄で営業が再開され、1950年代後半には御前崎まで延伸して菊川営業所浜岡支所（現 浜岡営業所）との共管路線となった。
  - 1960年代の静岡鉄道駿遠線の廃止後は代替路線である「横須賀線」「中遠線」を吸収していった。
  - 1970年代後半から1980年代前半には新横須賀から横須賀車庫、南大坂から大東町役場にターミナルが移転し、大東町役場 - 浜岡営業所間は「大坂線」（現 掛川大東浜岡線）に整理されていった。
  - 1990年代に入ると袋井駅を跨ぐ南北のアクセス向上が図られ「可睡線」と共に「中遠線」「秋葉中遠線」に整理統合され消滅した。
- 沿革
  - 1923年（大正12年）8月 - 中遠鉄道が袋井駅構内 - 池新田間の定期自動車の営業許可を申請した。
  - 1924年（大正13年）
    - 1月 - 中遠鉄道が乗合自動車の兼営認可を申請した。
    - 4月17日 - 乗合自動車の営業認可を取得した。[10][11][71]
    - 7月25日 - 袋井駅 - 池新田間の定期乗合自動車の営業運行を開始した。袋井 - 横須賀間が1日5往復、横須賀 - 池新田間が1日4往復であった。[82][83]

  - 1931年（昭和6年）11月10日 - 池新田 - 雨垂間の認可を取得し路線を延伸した。[14]
  - 1934年（昭和9年）8月22日 - 河原町 - 野賀間の営業権を掛塚自動車（のちの遠州鉄道）に譲渡する契約を締結した。[84]
  - 1953年（昭和28年）の静岡鉄道の時刻表では、のちの「同笠線」も「南遠線」に含まれ、「南遠線・福田線」としてひとつに纏められていた。横須賀系統、同笠系統がそれぞれ1日3往復づつに対して「福田線」は1日4往復運行されていた。[49]
    - 南遠線
      - 袋井 - 浅名 - 同笠
      - 袋井 - 浅名 - 横須賀

    - 福田線
      - 袋井 - 福田

  - 1959年（昭和34年）の時刻表では同笠系統が「同笠線」として分離されている一方で、御前崎まで延伸し、袋井営業所と菊川営業所（浜岡支所）の共管路線となっており、袋井 - 御前崎直通便が1日9往復、袋井駅ー浜岡町間には急行が1日2往復設定されている。急行は駿遠線の横須賀駅と大坂駅には乗り入れず、それぞれの駅入口停車であった。運行系統および主要停留所は次の通り。[27]
    - 普通
      - 袋井駅前 - 諸井 - 芝 - 浅名 - 岡崎 - 石津 - 横須賀 - 大坂 - 大浜町役場 - 国安 - 成行 - 千浜 - 合戸 - 浜岡町 - 東町 - 堀野新田 - 白羽学校前 - 御前崎役場前 - 御前崎

    - 急行停車停留所
      - 袋井駅前 - 諸井 - 芝 - 浅名 - 岡崎 - 石津 - 横須賀駅入口 - 大坂駅入口 - 大浜町役場 - 国安 - 成行 - 千浜 - 合戸 - 高松 - 蒲池 - 浜岡

  - 1960年（昭和35年）12月1日 - 同日現在の時刻表では袋井 - 御前崎直通便が1日16往復に増回されている。
  - 1962年（昭和37年）11月25日 - 同日現在の時刻表では、新神子を経由する系統が開設されている。
  - 1964年（昭和39年）9月26日 - 静岡鉄道駿遠線の新三俣 - 堀野新田区間が廃止となり、翌27日より菊川営業所（浜岡支所）の管轄で新横須賀 - 浜岡町間に駿遠線代行バス「横須賀線」が開設された。なお、浜岡町 - 堀野新田区間の代行バスは「相良・浜岡線」として相良営業所が担当し、どちらも旧駿遠線浜岡町駅には停車しなかった。運行系統（カッコ内は鉄道線の駅名）は次のとおり。[85][86]
    - 横須賀（新横須賀）- 大坂駅前（南大坂）- 三俣（新三俣）- 千浜 - 合戸 - 塩原新田 - 浜岡町・本町（浜岡町停留所）

  - 1966年（昭和41年）10月1日改正の南大坂駅発の家庭掲示用の時刻表では御前崎までの直通便は1日6便に減少している。[87]
    - 袋井駅前 - 浅羽町役場前 - 新岡崎 - 石津西 - 新横須賀 - 南大坂 - 三俣 - 千浜 - 浜岡町 - 御前崎

  - 1967年（昭和42年）8月27日をもって静岡鉄道駿遠線の袋井 - 新三俣間が廃止され、翌日より「代行バス中遠線」が開設された。なお、当初は「南遠線」「同笠線」「福田線」の重複区間では、定期券や回数券、普通乗車券の相互利用は不可であり、これらの既存路線が北口の袋井駅前停留所を発着するのに対して「代行バス」は袋井駅南側の社袋井発であった。また「横須賀線」の新横須賀 - 新三俣系統が「中遠線」に統合され、新横須賀 - 浜岡町系統は「南遠線」に統合された。代行バスの停車停留所（カッコ内旧駅名）は下記のとおり。
    - 社袋井 - 柳原 - 諸井 - 芝 - 浅名 - 五十岡 - 新岡崎 - 三輪（新三輪）- 石津西（石津）- 七軒町 - 新横須賀 - 河原町 - 藤塚（野中） - 野賀 - 矢柄神社前（谷口）- 南大坂 - 新三俣

  - 1972年（昭和47年）11月 - 同月現在の路線図では浜岡町 - 御前崎間の運行は全て新神子経由となっており、堀野新田経由は「御前崎線」に整理統合されている。
  - 1975年（昭和50年）の時刻表では「南遠線」の浜岡町 - 御前崎間は「御前崎線」に整理統合され、浜岡営業所までの運行となっている。また「中遠線」は「南遠線」への集約が進むものの引き続き存在しており、社袋井 - 新三俣系統は朝晩のみの運行で袋井行5本、新三俣行6本となっており、日中は社袋井 - 新横須賀間に毎時1本が運行されていた。
    - 南遠線
      - 袋井駅 - 新岡崎 - 新横須賀 - 南大坂 - 新三俣 - 浜岡町 - 浜岡営業所
      - 袋井駅 - 新岡崎 - 新横須賀
      - 新横須賀- 南大坂 - 新三俣 - 浜岡町 - 浜岡営業所
      - 南大坂 - 新三俣 - 浜岡町 - 浜岡営業所

    - 中遠線
      - 社袋井 - 新岡崎
      - 社袋井 - 新岡崎 - 新横須賀
      - 社袋井 - 新岡崎 - 新横須賀 - 南大坂 - 新三俣

  - 1977年（昭和52年）の路線図では、次の経路を運行していた。[38]
    - 南遠線：袋井駅前（北口） - 諸井 - 浅名 - 新岡崎 - 石津西 - 新横須賀 - 南大坂 - 新三俣 - 大東町役場前 - 千浜 - 浜岡町 - 浜岡営業所
    - 中遠線：社袋井 - 諸井 - 浅名 - 新岡崎 - 石津西 - 新横須賀 - 南大坂 - 新三俣

  - 1978年（昭和53年）- 新横須賀バスターミナルが廃止され、静鉄横須賀車庫が開設された。[37] また大東町役場にもバスターミナルが整備され、「大坂線」の起終点が新横須賀から大東町役場へ移ったことで、同線との接続ターミナルが大東町役場に移行した。[46]
  - 1984年（昭和59年）の路線図では、次の経路を運行していた。[45]
    - 袋井駅前 - 浅羽町役場前 - 新岡崎 - 石津西 - 新横須賀 - 静鉄横須賀車庫 - (南大坂)- 大東町役場前 - 千浜 - 浜岡町 - (浜岡町役場)- 浜岡営業所

  - 1990年（平成2年）8月現在の路線図では、大東町役場 - 浜岡営業所間が朝晩の新横須賀 - 浜岡営業所間の通学便を除き「大坂線」に整理され、「可睡線」と共に「中遠線」に統合され消滅している。[88]

### 横須賀・砂スキー場線
- 概説
  - 1934年（昭和9年） - 中遠鉄道が、1933年（昭和8年）7月2日に日本最初の砂スキー場として開設された横須賀町沖之須の砂スキー場と新横須賀を結ぶ路線を開設した。[14][82][89]
  - 1953年（昭和28年）9月現在の静岡鉄道の路線図には記載が残るが、季節運行のためか時刻表の掲載は無い。[49]

### 同笠線
- 概説
  - 昭和初期に中遠鉄道が開設した袋井 - 横須賀間の浅名から分岐し、浅羽町（現 袋井市浅羽）の同笠海岸を結ぶ系統で、戦後も「南遠線」の支線系統であったが1950年代後半に「同笠線」として系統が分離された。
- 沿革
  - 1930年（昭和5年）6月 - 中遠鉄道が南遠線の支線として浅名 - 同笠間の営業認可を取得し、袋井 - 同笠間の運行を開始した。[14][83]
  - 1953年（昭和28年）の静岡鉄道の時刻表では「南遠線」の同笠系統として掲載されている。[49]
    - 福田線
      - 袋井 - 福田

    - 南遠線
      - 袋井 - 浅名 - 同笠
      - 袋井 - 浅名 - 横須賀

  - 1958年（昭和33年）の時刻表では「同笠線」として系統が分離されている。[75]
  - 1959年（昭和34年）の時刻表では1日5往復が運行されていた。主要停留所は次の通り。[27]
    - 袋井駅前 - 柳原 - 諸井 - 諸井床屋前 - 芝 - 浅名公会堂前 - 浅名 - 新堀 - 梅山 - 南遠中学前 - 同笠

  - 1967年（昭和42年）5月 - 袋井 - 諸井間の新道（現 県道41号）の建設工事が開始された。[90]
  - 1975年（昭和50年）の時刻表では1日6往復が運行されていた。
    - 袋井駅 - 柳原 - 諸井 - 浅名 - 同笠海岸

  - 1977年（昭和52年）の路線図では次の経路を運行していた。[38]
    - 袋井駅前 - 静鉄袋井営業所前 - アスベスト前 - 柳原 - 柳原南 - 諸井上 - 諸井 - 諸井下 - 芝八幡前 - 芝 - 大庭 - 浅名 - 浅名南 - 浅羽中学前 - 新堀 - 梅山 - 南小学校前 - 同笠 - 同笠海岸

  - 1984年（昭和59年）の路線図でも停車停留所に変化は無く路線は維持されていた。[45]
  - 1990年（平成2年）3月31日 - 利用者減少により、同日の運行を以って「富里線」と共に廃止された。[91][92]

### 福田線（ふくでせん）
- 概説
  - 中遠鉄道が開設した「南遠線」の支線として、諸井から分岐し現在の県道255号を経由し福田町（現 磐田市福田）へ至る路線であった。なお、磐田（見付）からは静岡電気鉄道が福田に路線を開設しており、夏季には福田海岸への臨時便を運行していた。
  - 1970年代には中野まで路線を縮小し、1980年代後半に廃止されている。
- 沿革
  - 1926年（大正15年）
    - 4月23日 - 中遠鉄道が「南遠線」の諸井から分岐し、富里までの支線の認可を得た。[82][93]
    - 8月10日 - 袋井 - 富里間の運行を開始した。[82]
      - 袋井駅 - 諸井 - 富里

    - 9月16日 - 富里 - 中野間延長の認可を取得し営業を開始した。[14]
      - 袋井駅 - 諸井 - 富里 - 中野

  - 1927年（昭和2年）7月8日 - 中野から福田まで延伸した。[82]
    - 袋井駅 - 諸井 - 富里 - 中野 - 福田

  - 1931年（昭和6年）4月22日 - 福田の終点変更が申請され5月10日に営業を開始した。（学校前より西に延長し、一色屋隣より1日8回発車）[82][83][93]
  - 1953年（昭和28年）の静岡鉄道の時刻表では「福田線」は「南遠線」の支線系統としてひとつの時刻表に纏められており、1日4往復が運行されていた。[49]
    - 福田線
      - 袋井 - 福田

    - 南遠線
      - 袋井 - 浅名 - 同笠
      - 袋井 - 浅名 - 横須賀

  - 1958年（昭和33年）の時刻表では1日7往復が運行されていた。また、夏季には豊浜海水浴場への臨時便が運行されていた。[75]
    - 袋井 - 福田
    - 袋井 - 福田 - 豊浜海水浴場

  - 1959年（昭和34年）の時刻表では1日8往復が運行されていた。運行系統および主要停留所は次の通り。[27]
    - 袋井駅前 - 柳原 - 諸井 - 諸井床屋前 - 中村 - 富里 - 中野 - 豊浜 - 丸五前 - 銀行前 - 福田

  - 1972年（昭和47年）11月の路線図では、諸井上～諸井下の区間が新道経由となっている。[50]
  - 1973年（昭和48年）の時刻表では1日9往復の運行であった。[94]
  - 1974年（昭和49年）中野 - 福田間が廃止され、袋井駅前 - 中野間に路線を縮小した。これに伴い福田車庫は廃止され、中野に反転地が整備された。[65]
  - 1975年（昭和50年）の時刻表では1日6往復の運行であった。[95]
    - 袋井駅前 - 柳原 - 諸井 - 中村 - 中野

  - 1977年（昭和52年）の路線図では次の経路を運行していた。[38]
    - 袋井駅前 - 静鉄袋井営業所前 - アスベスト前 - 柳原 - 柳原南 - 諸井 - 諸井下 - 長溝 - 中村 - 富里 - 下富里 - 中野上 - 中野

  - 1984年（昭和59年）の路線図でも停車停留所に変化は無く路線は維持されていた。[45]
  - 1987年（昭和62年）4月1日 - 富里 - 中野間が廃止され、袋井駅前 - 富里間に路線を縮小し、路線名が「富里線」に変更された。以降、浅羽町からの助成が開始された。[91]
  - 1990年（平成2年）3月31日 - 利用者減少により、当日の運行を以って「同笠線」と共に廃止された。[92]

### 見付福田線
- 概説
  - 1933年（昭和8年）3月21日 - 静岡電気鉄道が光明電気鉄道の遠州見付駅から見付町で分岐し南北に2つの系統を開設した。[96]
    - 遠州見付駅 - 見付町 - 大藤（藤上原）
    - 遠州見付駅 - 見付町 - 福田

  - 1935年（昭和10年）5月18日 - 静岡電気鉄道が現営業「見付福田線」の車両2両を以って、同年7月1日から8月31日までの期間、見付町 - 福田海岸間の臨時自動車運輸事業の免許を申請したという記録が残る。経路は「弊社福田線終点ヨリ右折シテ、仿僧川ニ出デ、川添ヒニ福田海水浴場ニ至ル」と記されている。なお、この年に光明電気鉄道は運行を休止している。[97]
    - 見付町 - 西貝 - 西ノ島 - 福田 - 福田海岸

  - 1937年（昭和12年）5月18日 - 静岡電気鉄道が見付 - 大藤間および見付 - 福田間の営業免許を掛塚自動車株式会社（のちに遠州鉄道に統合）に譲渡する契約を締結した。[98]

### 松袋井線
- 概説
  - 1961年（昭和36年）10月1日 - 遠州鉄道との共同運行で開設された。[99][100]
    - 松袋井 - 上新地 - 川井 - 河原町 - 西通 - 袋井駅前
    - 松袋井 - 上新地 - 柳原 - 袋井駅前

  - 1960年代末期 - 時期不詳 静岡鉄道が撤退し遠州鉄道の単独運行となった。以降については遠鉄バス#松袋井線を参照。